# گوسان

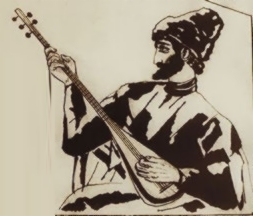
گوسان

گوسان (ارمنی: Գուսան) به معنی خنیاگری است که اشعاری حاوی داستان‌های پادشاهان و قهرمانان گذشته، همراه با آوای موسیقی می‌خوانده است.
در زبان پهلوی به کسانی که ترانه ملی و مردمی می‌خواندند و حماسه سرایی می‌نمودند گوسان یا کوسان می‌گفتند. واژه گوسان تا جایی که می دانیم در دو متن فارسی به کار رفته‌است. یکی از آشناترین آنها، منظومه ویس و رامین می‌باشد که این واژه در آن به شکل کوسان بکار رفته‌است.
به هر حال گوسان‌ها قصّه‌پردازانی موسیقی‌دان و بدیهه‌سرا بودند که از قدیم‌ترین زمان در میان اقوام ایرانی، داستان‌های پهلوانی و گاهی حماسیِ عشقی را به صورت نمایشی همراه با بازی‌ها و بیشتر به نظم نقل می‌کردند. البته از بر کردن داستان‌ها در یونان باستان شیوة شاعران همری بود که اشعار همر را از بر می‌کردند. 
به عقیده خانم مری بویس «گوسان‌ها در زندگی پارت‌ها و همسایگانشان تا اواخر عهد ساسانی نقشی قابل ملاحظه داشته‌اند. سنت‌ گوسان‌ها در پرداختن به داستان‌های حماسی، سنتی غنی بوده است، بویژه گوسانان و راویان خراسان که هم از امکانات متنوّع فرهنگی و هم از آزادی‌های دینی دوران کوشانی و اشکانی در شرق برخوردار بودند و بهترین حافظ و شاید مهم‌ترین عامل تلفیق داستان‌های حماسی ایران بشمار می‌روند. همین سنّت بعدها به فردوسی رسیده و او پس از سال‌ها رنج با نبوغ سخنوری خود چهرة جاودانی پهلوان شکست‌ناپذیر ایران را به گنجینة سخن فارسی بخشیده است.» (قریب، 1386، 179).
به هر حال قصّه‌پردازان یا نقالان هر جا که باشند و به هر عنوان که نامیده شوند، چه گوسان‌ها، چه لولیان هندی و چه عاشیق‌لر آذری، همان خوشنوازان رامشگری هستند که ادب‌ شفاهی در گرو کوشش و تلاش آنهاست. آنان در کوچه‌ها، و میدان‌ها، داستان‌سرایی و داستان گویی کرده‌اند و گاهی با موسیقی بر جاذبه‌های آن افزوده‌اند و سنّت‌ها و آداب و رسوم و بدیهه‌سرایی را نسل به نسل و سینه به سینه انتقال داده‌اند. برخی از داستان‌های مکتوب با ویژگی‌هایی که دارد گواه است که روایاتی به صورت شفاهی بوده و سپس با زیور کتابت جاودانه شده است. از جمله داستان رستم با دیوان است که در قرن هشتم میلادی به وسیلة موسی خورنی نقل شده و ظاهراً در دوران ساسانیان هم رایج بوده است. جنبة افسانه‌ای این داستان، مبالغه‌آمیزتر امّا همانند با صورتی است که مسعودی از کتاب سکسیران، ترجمة ابن مقفّع در مروج الذّهب (مسعودی، 1378، 1/222) آورده است (یارشاطر، 1331، مجله مهر، شماره 7، ص411-409).